# 長期持続
歴史学において、「長期持続」（フランス語: la longue durée, フランス語発音: [lɔ̃ɡ dyʁe]; 英語の文献でもフランス語のつづりのまま（ただしイタリック体で）表記されるのが通例。）とは、フランスのアナール学派が、自分たちの歴史研究の方法論を説明する際に用いる用語である。歴史学者のフランソワ・スィミヤンは、短期のタイムスケールで記述される歴史を「事件史」あるいは「事件的歴史」（"histoire événementielle"）と呼んだ。スィミヤンによると「事件史」はジャーナリストや年代記作成者の領分であって、歴史学者の領分ではない。スィミヤンは、「長期持続」する歴史的構造の叙述こそが歴史学者の領分であるとした。「長期持続」する歴史的構造の記述においては、恒常的であったり緩慢に発展したりする構造に眼が向けられる。また、少数のエリートの生涯の記述に換わり、より広範囲な社会階層の人々の個々人の生涯から共通点を見出して最大公約数的な生涯を描き出す叙述（プロソポグラフィ）に焦点が当たる。
「長期持続」は、システムにおける三部構造の最下層に位置し、その上で、短期のタイムスケールで「事件」（short term événements）が、中期のタイムスケールで「事件史的複合」（medium term conjunctures） が発生する。
「長期持続」に注目したアナール学派の方法論は、戦間期にマルク・ブロックとリュシアン・フェーヴルによって開拓された。彼らは経済史学などの社会科学の分野において発展したアプローチを一般史学に導入した。20世紀後半になるとフェルナン・ブローデルが、危難の時代に蓄積された社会科学から、こうしたアプローチを学び取り、その成果を1958年の論文「歴史学と社会科学：長期持続」（"Histoire et sciences sociales: La longue durée"）で発表した。ブローデルが注目した「長期持続」の好例が、アルフォンス・デュプロンの十字軍に関する研究の中で見られる。デュプロンは西ヨーロッパにおける十字軍的思考様式が、実際の十字軍遠征が終了した後も、ヨーロッパ社会のさまざまな場面で長期持続していたことを示した。思想分野における長期持続の例としてブローデルが挙げているのは、アリストテレスの自然観である。経済史における「長期持続」においては、景気循環と構造危機の繰り返しを超えて、あるいはその奥底に、「旧来の思考様式と行動様式がしぶとく生き延び、時にはまったく非合理的にも」存在し続けるものがある。ブローデルは「長期持続」する歴史について、2冊の著書をまとめるが、それらで開示されたアプローチは、19世紀末に勃興した文献主導型の歴史学から、ミシュレ、ランケ、ブルクハルト、ド・クランジュといったそれ以前の歴史学者のアプローチへと先祖がえりするものとなった。
後期古代の地中海世界を検証した Averil Cameron は、「（事件等の）直接の要因を主張するよりも「長期持続」について考察するほうがよい」場合があると述べる。チリの先史時代に関する著書を書いたセルヒオ・ビジャロボス（Sergio Villalobos）も同様の長期的視野を採用した（Historia del pueblo chileno.）。

## 発展資料
- Fernand Braudel and Sarah Matthews, On History, The University of Chicago Press, 1982, ISBN 978-0-226-07151-0978-0-226-07151-0
- Robert D. Putnam with Robert Leonardi and Raffaella Y. Nanetti, Making Democracy Work: Civic Traditions in Modern Italy, Princeton University Press, 1993, ISBN 0-691-03738-80-691-03738-8
- Debating the long durée, a special section in Annales. Histoire, Sciences Sociales - English Edition, ISSN 2398-5682 (Print), ISSN 2268-3763 (Online).